# Churchill War Rooms
Las Churchill War Rooms (literalmente, habitaciones de guerra de Churchill) son un museo en Londres y una de las cinco ramas del Museo Imperial de la Guerra. El Museo comprende los Cabinet War Rooms, un complejo histórico subterráneo que albergó un centro de mando del gobierno británico durante la Segunda Guerra Mundial, y el Churchill Museum, un museo biográfico que explora la vida del estadista británico Winston Churchill. Como rama de un museo nacional, es financiado por el Departamento para la Cultura, Medios y Deporte, por medio de los ingresos de admisión y la actividad comercial del museo.
Su construcción, ubicada debajo del edificio del Tesoro en el área de Whitehall de Westminster, comenzó en 1938. Empezó sus operaciones en agosto de 1939, poco después del estallido de la guerra en Europa. Continuó operativo a lo largo de la Segunda Guerra Mundial hasta ser abandonado en agosto de 1945 tras la rendición de Japón. Después de la guerra, se reconoció el valor histórico de los Cabinet War Rooms. Su preservación se convirtió en responsabilidad del Ministerio de Obras y, posteriormente, del Departamento para el Medio Ambiente; durante este tiempo, un número limitado de personas pudo visitarlo con previa cita. A inicios de los años 1980, se le encargó al Museo Imperial de la Guerra hacerse cargo de la administración del edificio y los Cabinet War Rooms fueron abiertos al público en abril de 1984. El museo fue reabierto en 2005, luego de una remodelación importante, como el Churchill Museum and Cabinet War Rooms, pero en 2010 su nombre fue acortado a Churchill War Rooms.

## Construcción
En 1936, el Air Ministry, el departamento de gobierno británico responsable por la Royal Air Force, creía que, en caso de guerra, un bombardeo aéreo enemigo de Londres causaría hasta 200.000 bajas por semana. Las comisiones del Gobierno británico a cargo de Warren Fisher y de Sir James Rae en 1937 y 1938 consideraron que las principales oficinas gubernamentales debían ser dispersadas del centro de Londres a los suburbios, y las oficinas no esenciales a las Midlands y al Noroeste de Inglaterra. En espera de esta dispersión, en mayo de 1938, Sir Hastings Ismay, entonces subsecretario del Comité de Defensa Imperial, ordenó un estudio de la Oficina de Obras de Whitehall para identificar un lugar adecuado para un centro de gobierno, provisional y de emergencia. La Oficina concluyó que el lugar más apropiado era el sótano de las New Public Offices, un edificio gubernamental ubicado en la esquina de Horse Guards Road y Great George Street, cerca de la Parliament Square. Actualmente, el edificio alberga al HM Treasury.